# Włynkówko
Włynkówko (deutsch Neu Flinkow) ist ein Dorf im Powiat Słupski (Stolper Kreis) der polnischen Woiwodschaft Pommern.

## Geographische Lage
Das Dorf liegt in Hinterpommern, etwa fünf Kilometer nordwestlich von Stolp (Stolp), 13 Kilometer südöstlich von Ustka (Stolpmünde) und einen Kilometer südsüdwestlich von  Włynkowo (Flinkow).

## Geschichte

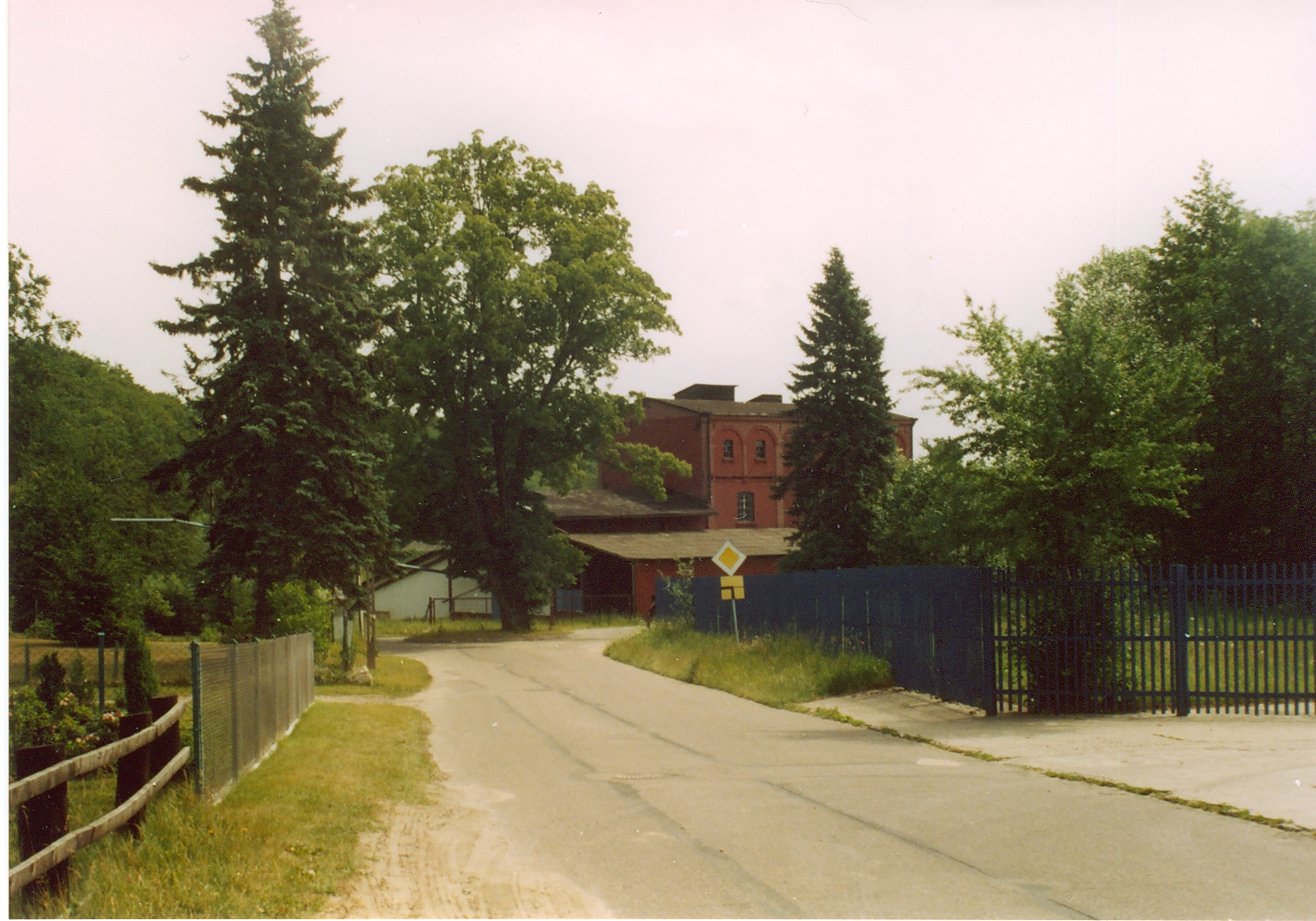
Dorfstraße

Laut Amtsblatt der Königlichen Regierung zu Köslin war Neu Flinkow um 1857 ein eigenständiges Dorf im äußeren Stadtbezirk von Stolp.
Neu Flinkow – wie auch Neumühl – war vor 1945 ein Ortsteil der Landgemeinde Flinkow im  Landkreis Stolp im Regierungsbezirk Köslin der preußischen Provinz Pommern des Deutschen Reichs. Beide Ortsteile lagen im Südwesten der Gemarkung von Flinkow außerhalb des Dorfkerns.
Gegen Ende des Zweiten Weltkriegs wurde Flinkow am 8. März 1945 von der Roten Armee besetzt. Nach Beendigung der Kampfhandlungen wurde die Region anschließend zusammen mit ganz Hinterpommern seitens der sowjetischen Besatzungsmacht der Volksrepublik Polen zur Verwaltung überlassen. Flinkow wurde unter der polonisierten Ortsbezeichnung  Włynkowo verwaltet und der Ortsteil Neu Flinkow unter der Ortsbezeichnung Włynkówko. Im September und Oktober 1945 nahmen Polen das Dorf in Besitz und drängten die Bauern von ihren Gehöften, oft des Nachts. Die Einwohner wurden von der polnischen Administration in Richtung Westen deportiert.

## Religion
Die 1945 in Neu Flinkow ansässigen Dorfbewohner waren überwiegend evangelisch. Die Protestanten (Angehörige der Landeskirche) aus Neu Flinkow gehörten zum evangelischen Kirchspiel St. Marien Stolp. 
Die Katholiken in Neu Flinkow gehörten zum katholischen Kirchspiel Stolp. 

### Polnisches Kirchspiel seit 1945

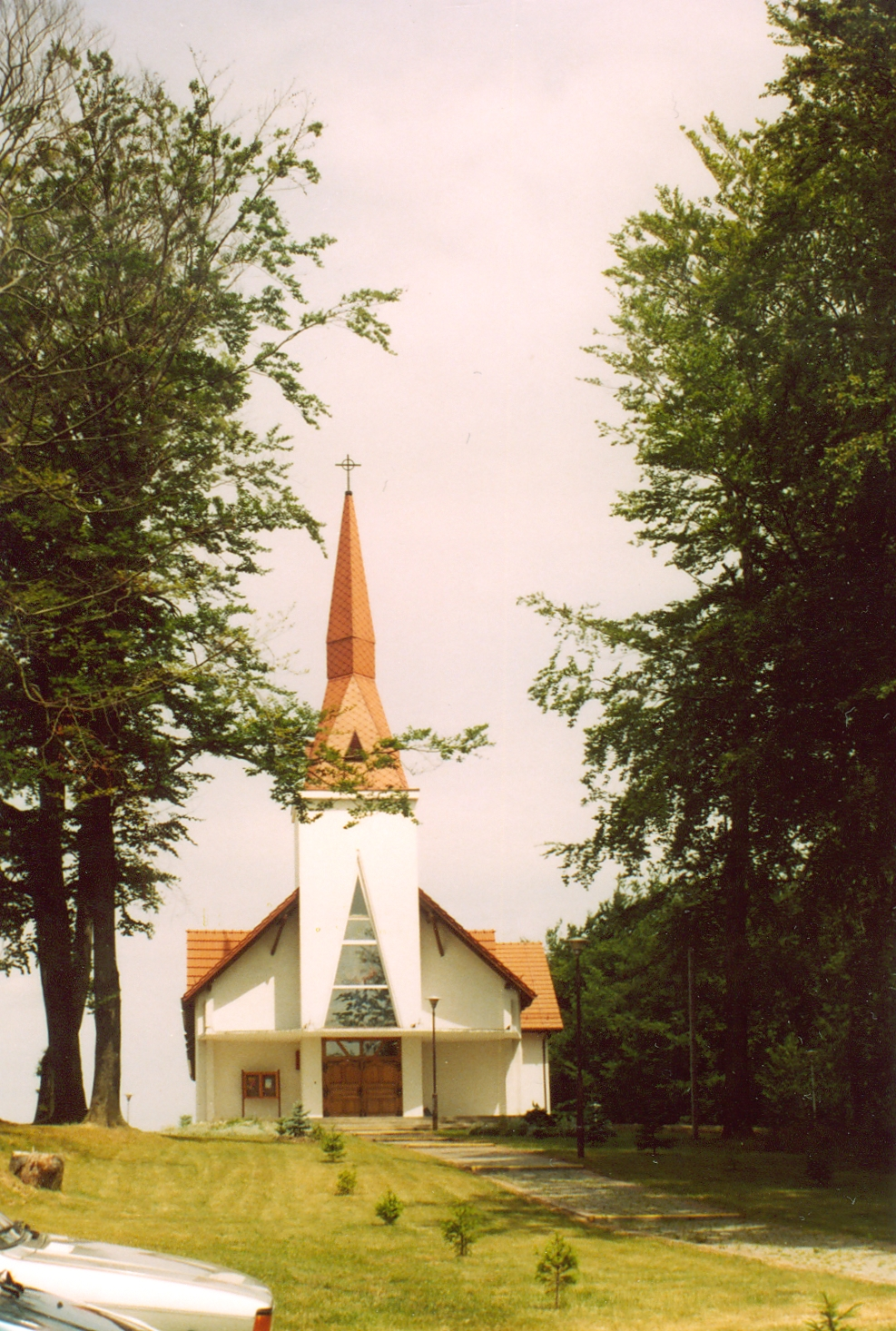
Dorfkirche St. Adalbert

Die seit 1945 und Vertreibung der einheimischen Dorfbewohner anwesende polnische Einwohnerschaft ist überwiegend katholisch. Ihr steht die neu erbaute St.-Adalbert-Kirche zur Verfügung.